# Jacques Anquetil
Jacques Anquetil, född 8 januari 1934 i Mont-Saint-Aignan, död 18 november 1987 i Rouen, var en fransk tävlingscyklist. Anquetil var den förste att vinna Tour de France fem gånger: 1957 och från 1961 till 1964. Före 1961 års Tour de France sade fransmannen att han skulle ta den gula ledartröjan på första etappen och hålla den genom hela Touren. En tuff uppgift med de tidigare vinnarna Charly Gaul och Federico Bahamontes som motståndare. Anquetil klarade dock av detta och blev därmed den tredje i historien att klara bedriften.
Anquetil vann alla de tre stora etapploppen och blev den förste i historien att göra detta. Han vann Giro d'Italia 1960 och 1964 och Vuelta a España 1963. Som professionell vann Anquetil 200 lopp. Men trots det var han inte särskilt populär hos den franska publiken efter uttalanden som att han endast cyklade för pengarnas skull.

## Biografi

### Tidiga år
Jacques Anquetil var son till en byggmästare i Mont-Saint-Aignan, i bergen ovanför Rouen i Normandie. Han bodde där med sina föräldrar, Ernest och Marie, och sin bror Philippe. De flyttade sedan till Boisguillaume.
År 1941 blev hans far av med jobbet då han vägrade att arbeta på de militära anläggningarna för tyska ockupanter. De andra i familjen arbetade inom jordgubbsodlingssektorn. Familjen flyttade till den lilla byn Bourguet, nära Quincampoix. Anquetil fick sin första cykel, en Alcyon, vid fyra års ålder och två gånger om dagen cyklade han en halv kilometer till Quincampoix och tillbaka för att gå i skolan. Anquetil lärde sig svarva metall på den tekniska högskolan i Sotteville-lès-Rouen, en förort till Rouen. En av hans kompisar började tävlingscykla och därför började även Anquetil cykla under mer organiserade former. Den 2 december 1950 tog han ut sin första tävlingslicens.
Anquetil började arbeta för 50 gamla franc om dagen vid en fabrik i Sotteville efter sin utbildning i verkstadsindustri. Han blev bara kvar på arbetet under 26 dagar efter en konflikt med sin chef om ledighet för träning. Anquetils cykelklubb AC Sottevillais, som grundades 1898, leddes av en återförsäljare av cyklar, André Boucher, som hade en butik vid Place du Trianon i Sotteville. Andra cyklister i klubben var Claude LeBer, som blev professionell fransk mästare i förföljelselopp 1955, Jean Jourden, amatörvärldsmästare 1961, och Francis Bazire, som tog silver på amatörvärldsmästerskapen 1963.
André Boucher brukade följa med cyklisterna på träning. I början cyklade han en motordriven cykel men i slutändan tog han hjälp av en derny. Anquetil vann 16 lopp som amatörcyklist. Hans första seger blev Prix Maurice Latour i Rouen den 3 maj 1951. Han vann också Prix de France 1952, Tour de la Manche och det franska nationsmästerskapen i linjelopp för amatörer samma år.

### Grand Prix des Nations
Anquetil var del av det franska laget i linjeloppet vid Olympiska sommarspelen 1952 i Helsingfors och laget vann en bronsmedalj. André Boucher skickade ett kuvert med pressklipp till den före detta Tour de France-cyklisten Francis Pélissier som arbetade som representant för cykelföretaget Perle. Pélissier ringde upp Anquetil och erbjöd honom 30.000 gamla franc per månad om han cyklade för La Perle som halvprofessionell cyklist. Anquetil accepterade erbjudandet.
Pélissier ville att Anquetil skulle cykla Grand Prix des Nations under säsongen 1953, ett lopp som hade startades av tidningen Paris-Soir. Tävlingen hade blivit ett inofficiellt världsmästerskap i tempolopp. Loppet hölls på en 142 kilometer lång slinga på vägar genom Versailles, Rambouillet, Maulette, St-Rémy-les-Chevreuse och sedan tillbaka till Versailles. Loppet avslutades på Vélodrome Buffalo i Paris.
Anquetil var medveten om att en av hans konkurrenter var en engelsman, Ken Joy, som hade slagit flera rekord i Storbritannien. Ken Joy skulle cykla ihop med en annan engelsman, Bob Maitland. 
| ”                           | Många "mot-klockan"-brödraskap i Storbritannien trodde uppriktigt att de brittiska tempospecialisterna var lika bra som, om inte ännu bättre än, sina kontinentala motsvarigheter och här hade de chansen att bevisa det. När det slutliga resultatet blev känt var brittiska fans besvikna och såg tävlingen som ett totalt misslyckande för Storbritannien då båda engelsmännen hade slutat nästan 20 minuter efter i resultatlistan. För att strö extra salt i såren hade tävlingen vunnits av en okänd lockig tonåring från Normandie. | „ |
| – Historikern Richard Yates | |   |

Anquetil hade cyklat ikapp Joy, och insåg då att han skulle vinna loppet, trots att Joy hade startat loppet 16 minuter tidigare än fransmannen. Vid 19 års ålder hade Anquetil blivit inofficiell världsmästare i tempolopp. Trots det blev inte Pélissier övertygad. Året därpå körde han sin bil bakom den schweiziske stjärnan Hugo Koblet. När Anquetil slog Koblet skickade han sin vinstbukett till Pélissiers fru "i djupaste sympati".
Anquetil cyklade Grand Prix des Nations nio gånger utan att förlora något av loppen.

### Tidsrekord
Den 22 september 1954 började Anquetil sin två år långa obligatoriska militärtjänst. I juni 1956 sade hans chef åt honom att försöka ta världsrekordet för en timme på bana, det så kallade timrekordet. 14 år tidigare, den 7 november 1942, hade Fausto Coppi slagit rekordet och tiden hade avskräckt andra cyklister från att försöka slå det. På en timme var han tvungen att cykla över 45.848 kilometer.
Han och armén hade kommit överens om att om Anquetil skulle lyckas slå rekordet skulle han ge hälften av vinstsumman till armén och resten till en mor till en soldat, André Dufour, som hade dödats under striderna vid Palestro i Algeriet. Att fransmannen skulle vinna var inte säkert. Gerrit Schulte och Louison Bobet hade tidigare misslyckats att slå nytt rekord och inte gick det bättre för Anquetil själv den 23 november 1955. Han cyklade för fort i början och slutade 696 meter från Coppis rekord. Inte heller Anquetils andra försök lyckades av samma anledning. När han cyklat under 54:36 minuter och cyklat 41.326 kilometer steg han av sin cykel och fick bäras till en stol.
Nästa dag fick han ett telegram: "Grattis till ett bra resultat. Säker på din framgång. Ta din tid. Kapten Gueguen kommer att anlända i morgon med instruktioner. Undertecknat: Commander Dieudonné"
Klockan 7:30 den 29 juni 1956 kom Anquetil åter till Velodromo Vigorelli, en velodrom i Milano. Med sig hade han en lättare cykel än vad han tidigare hade använt sig av. Cykeln hade byggts på tre dagar i samma stil som Coppis. Anquetil lyckades slå Coppis rekord under det tredje försöket.
Elva år senare, 1967, slog Anquetil åter timrekordet, med 47.493 km. Rekordet avslogs eftersom Anquetil vägrade att låta sig bli dopningstestad. Han ansåg det vara ovärdigt att behöva urinera i ett tält framför en fullsatt Velodromo Vigorelli och sade att han skulle ta provet senare på sitt hotell. Tävlingens domare var emot idén och tumult uppstod.
| ”                        | Fantastiska Jacques Anquetil har slagit timvärldsrekordet som han sade att han skulle göra ... för att sedan försätta sig i stora problem när han vägrade att ta ett dopningsprov vid sidan av banan som efterfrågats av de italienska myndigheterna. Den italienske doktorn Giuliano Marena bad om ett urinprov, men Anquetil vägrade och bad honom komma till sitt hotell. Dr Marena vägrade och, efter att ha väntat ett par timmar på banan, lämnade staden för att åka hem till Florens. Anquetil sade på sitt hotell: "Jag har inte och avser inte att undgå testet, men det måste ske under omständigheter långt från dem på velodromen. Jag är fortfarande här och redo att genomgå provet." Medan italienska tjänstemän talade om att ta ärendet till UCI tog Dr Tanguy från FFC [Franska Cykelförbundet] ett prov från Anquetil när han återvände till Rouen och poängterade efteråt att det skulle vara giltigt i upp till 48 timmar efter rekordförsöket. Men Raphaël Geminiani, Anquetils chef, hade förlorat tålamodet med den italienske läkaren och försökte kasta ut honom ur tältet, medan Jacques hade protesterat milt. Senare sade han att han förstod att proven skulle vara giltiga i upp till 48 timmar och sade att han skulle försöka hitta en annan läkare för testet. | „ |
| – Från tidningen Cycling | |   |

### Tour de France

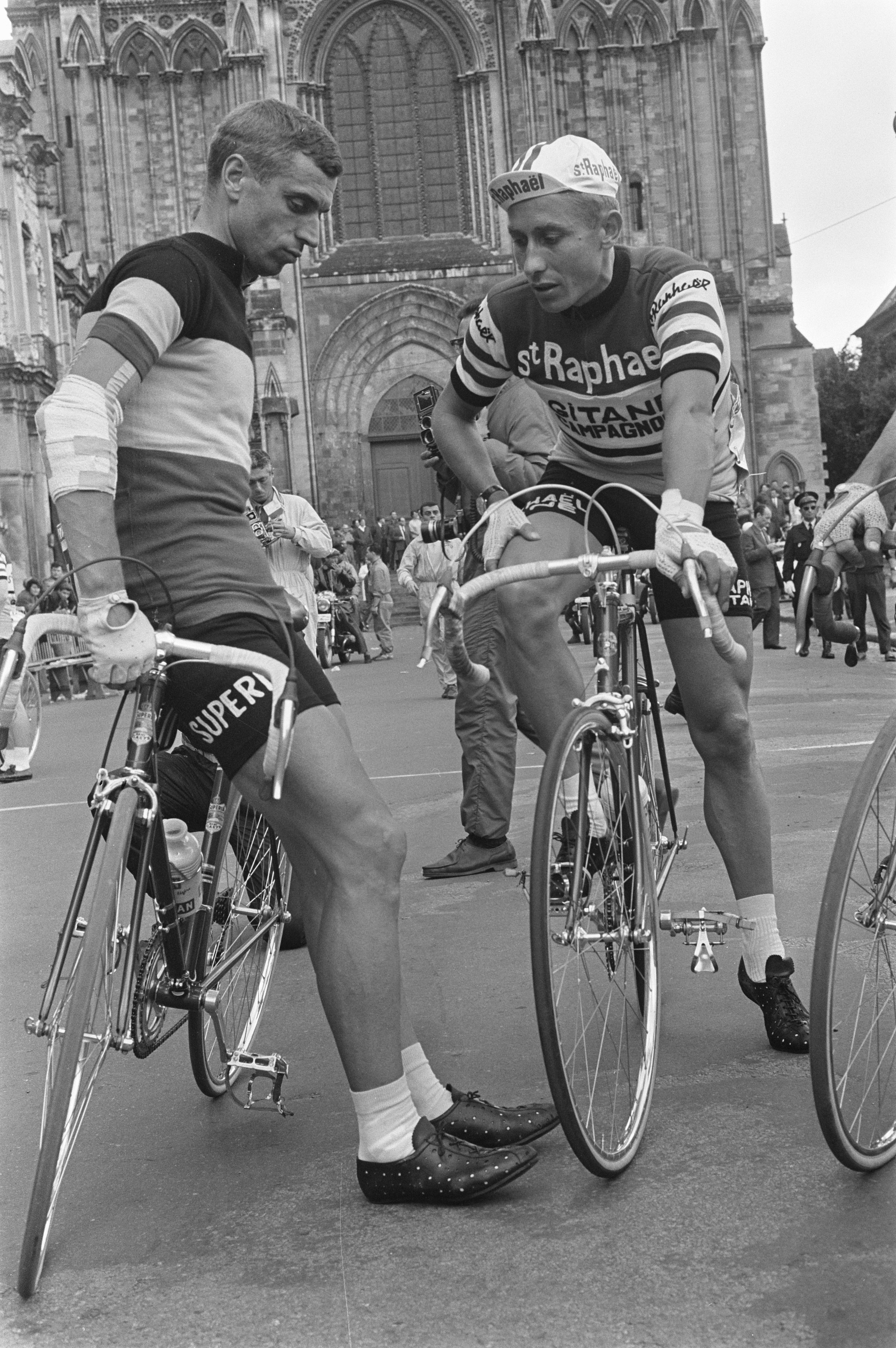
Jacques Anquetil, till höger, och den belgiske cyklisten Rik van Looy under 1964 års upplaga av Tour de France.

Jacques Anquetil deltog och vann sin första Tour de France 1957. Cyklisterna under tävlingen deltog i nationella lag. Louison Bobet och Raphaël Geminiani ville inte ha med Anquetil i sitt lag. Men Bobet var utsliten efter att ha försökt försvara den rosa ledartröjan i Giro d'Italia samma år och insåg att han inte var beredd, mentalt, att delta i Tour de France.
Anquetil deltog därför i tävlingen. Han slutade nästan 15 minuter före de andra cyklisterna. Han vann fyra etapper och även en lagetapp. 
1959 blev åskådarna på Parc des Princes arga på Anquetil när han avslutade Tour de France då de hade räknat ut att han och andra hade låtit Federico Bahamontes vinna tävlingen i stället för fransmannen Henry Anglade. Det franska laget var ur balans med anledning av interna bråk. Anglade företräddes av agenten Roger Piel medan de övriga i det franska laget företräddes av Daniel Dousset. De två männen kontrollerade all fransk tävlingscykling. Dousset insåg att hans cyklister antingen var tvungna att vinna över Bahamontes eller se till att Anglade inte vann. Eftersom de inte kunde slå Anglade, lät de Bahamontes vinna.
Anquetil deltog inte i Tour de France 1960. Han återvände till tävlingen 1961 och vann därefter loppet varje år fram till och med 1964. Han var den förste cyklisten att vinna tävlingen fyra år i rad. Det tidigare rekordet hade varit tre, vilket Philippe Thys och Louison Bobet hade lyckats med. Anquetil var även den förste att vinna fem gånger totalt, en bedrift som sedan har upprepats av Eddy Merckx, Bernard Hinault och Miguel Indurain. Endast Lance Armstrong har vunnit Tour de France fler gånger.
Anquetils sista Tour-seger, 1964, var också hans mest kända. Under loppet hade han en duell armbåge-mot-armbåge med publikfavorit Raymond Poulidor på väg uppför Puy de Dôme den 12 juli. Tävlingschefen Jacques Goddet var bakom paret när de svängde av huvudvägen och började cykla upp till toppen. Polisen uppskattade att en halv miljon åskådare var på plats vid tillfället.
| ”                | De två, i det yttersta av sin rivalitet, klättrade vägen som om de var inslagna i band runt den majestätiska vulkanen, fruktansvärt brant, i parallellt agerande... Jag har alltid varit övertygad om att det var i detta ögonblick som den suveräne pokerspelaren, den normandiske [Anquetil], använde sin klokhet och sina orädda bluffar för att vinna sin femte Tour. För mig var det tydligt att Anquetil låg på den yttersta gränsen av sin förmåga och hade Poulidor attackerat honom fler gånger och mer oväntat skulle han ha knäckts ... | „ |
| – Jacques Goddet | |   |

Poulidor vann etappen, men Anquetil vann senare hela tävlingen med 55 sekunder över Poulidor. Tävlingen avslutade också Anquetil-eran i Tour de France historia. Anquetil cyklade inte loppet under det följande året och 1966 drog han sig ur tävlingen med dålig hälsa, men han lämnade tävlingen först när han förstod att inte Poulidor heller skulle kunna vinna. Poulidor vann aldrig Tour de France under sin karriär.
Förutom sina fem segrar i Tour de France vann Jacques Anquetil också Giro d'Italia vid två tillfällen, 1960 och 1964. Han vann även Vuelta a España en gång, 1963. Anquetil vann också Super Prestige Pernod fyra gånger: 1961, 1963, 1965 och 1966. 

### Dauphiné Libéré och Bordeaux-Paris
Anquetil var upprörd, skrev Raphaël Geminiani i sin självbiografi, att hans rival Raymond Poulidor alltid blev trevligare bemött, även om han aldrig hade vunnit Tour de France. År 1965, när Poulidor ansågs ha fått ett större erkännande för att ha vunnit över Anquetil på Puy-de-Dôme året innan än Anquetil hade fått för att vinna hela tävlingen, övertalade Geminiani honom att först cykla Dauphiné Libéré och sedan dagen därpå den 557 kilometer långa tävlingen Bordeaux-Paris. Det, sade Geminiani, skulle göra slut på alla argument om vem som var den bäste idrottsmannen.
1965 vann Anquetil åtta dagars-tävlingen Dauphiné Libéré. Dagen efter segern vann han världens längsta endagsklassiker Bordeaux-Paris. Tävlingen startade på natten och fortsatte till strax efter gryningen. Trots kramper i magen under natten innan Bordeaux-Paris följde Anquetil med de andra cyklisterna bakom derny-motorcykeln. Han följde med Tom Simpson i en attack och strax därefter följde han med sin egen lagkamrat Jean Stablinski. Anquetil och Stablinski attackerade Simpson växelvis, och Anquetil vann loppet när han korsade mållinjen på Parc des Princes. Stablinski slutade 57 sekunder bakom Anquetil strax före trean Simpson.
| ”                        | Det hade varit ett av de hårdaste och mest ovissa Derny-ledda lopp i historien, men ännu viktigare var att denna dubbelseger av Anquetil var en av de största bedrifterna någonsin i cykelsporten. På Parc des Prince fick Anquetil de största ovationerna under sin karriär, säkert mycket större än efter någon av sina segrar i Tour de France. Tävlingsrekordet hade blivit slaget och Jacques blev omringad av reportrar och fotografer, men han var trött och var verkligen tvungen att vila lite. Få människor visste det då men nästa dag var han tvungen att göra den långa resan till Maubeuge i nordöstra Frankrike, där han följande dag cyklade ett kriterium! | „ |
| – Historikern Dick Yates | |   |

### Trofeo Baracchi
Anquetil mest förödmjukande tävling var Trofeo Baracchi i Italien 1962, då han blev knuffad framåt av sin partner, Rudi Altig. Han var så utmattad att han träffade en stolpe innan han kom till banan där loppet avslutades. Trofeo Baracchi var ett 111 km-lopp för två personer i lag. Anquetil, världens bästa tempoloppscyklist och Altig, en kraftfull ryttare med en stark spurt, var favoriter. 
| ”                             | Jag lät mitt stoppur gå igen för att hålla koll på längden på varje persons körning längst fram. I allmänhet i ett lopp av Baracchi-typ, är förändringarna mycket hastiga, med körning på max 300 meter. Altig var längst fram när jag började kolla — och han var fortfarande kvar en minut senare. Altig svängde inte ens av för att bjuda Anquetil till att köra... Plötsligt, på en plan väg, förlorade Anquetil kontakt och en lucka på tre längder uppstod mellan de två cyklisterna. Därefter följde en av de mest sensationella saker jag någonsin sett i någon form av cykeltävling under mina 35 år i sporten — något som jag anser vara en lika stor fysisk prestation som ett timrekord eller en klassiker-seger. Altig cyklade i en hastighet av 48 kilometer i timmen — och hade gjort så i 15 minuter. När Anquetil tappade kontakten var han tvungen att lätta på takten och vänta på sin partner att komma ikapp, trycka honom kraftigt i ryggen, spurta fram igen efter att ha förlorat 10 yard i processen, för att sedan åter igen cykla i en hastighet av 48 kilometer i timmen. Altig gjorde inte detta bara en gång utan ett dussintals gånger. | „ |
| – Journalisten René de Latour | |   |

### Andra tävlingar
Under sin karriär vann Anquetil också Gent-Wevelgem 1964 och Liège-Bastogne-Liège 1966. Fransmannen slutade i topp 10 under världsmästerskapen vid sex tillfällen. Sitt bästa resultat tog han när han slutade tvåa på tävlingen 1966.

### Senare år och död
Sin sista tävling körde Anquetil inte i Frankrike utan i Belgien. Hans sista tävling gick av stapel den 27 december 1969 på velodromen i Antwerpen. Anquetil avslutade sin karriär för att bli farmare vid slottet Le Domaine des Elfes, La Neuville-Chant-d'Oisel, 17 kilometer från Rouen. Slottet ägdes tidigare av författaren Guy de Maupassant.
Anquetil var korrespondent för L'Équipe, konsult för Europa 1 och sedan på Antenne 2. Efter avslutad karriär arbetade han som tävlingschef på Paris-Nice och Tour Méditerranéen. Han var sportdirektör för det franska laget i världsmästerskapen och medlem i Fédération Française de Cyclisme.
Efter avslutad karriär satte han sig bara på en cykel vid tre tillfällen. Han cyklade Grand Prix des Gentlemen i Nice och en eftermiddag cyklade han en vända med sina vänner i Normandie. Den tredje gången var en cykeltur tillsammans med sin dotter på hennes födelsedag. Utöver det cyklade han inte en enda gång från 1969 till 1987.
Anquetil dog 1987 av magsäckscancer när han var 53 år gammal. När han avled blev han inte bara ihågkommen för sina fem Tour de France-segrar utan också för sin liberala syn på droger. Frågan kom i ljuset efter Tom Simpsons död och han gjorde ingen hemlighet av att han använde droger. I en TV-debatt med en minister sa han att bara en idiot skulle tro att det var möjligt att köra Bordeaux-Paris, en sträcka på 600 kilometer, på bara vatten.

## Dopning
Anquetil intog en kontroversiell åsikt när det gällde användandet av prestationshöjande droger. Han dolde aldrig att han tog droger och i en debatt med en minister i fransk TV sa han att "bara en idiot skulle tro att det var möjligt att cykla Bordeaux-Paris på bara vatten".
Anquetil kom först i mål i Liège-Bastogne-Liège 1966 men blev diskvalificerad och bötfälld för att han hade vägrat att lämna urin för en anti-dopningskontroll. Anquetil svarade med att kalla urinprov "ett hot mot individens frihet" och anlitade en advokat. Det blev ingenting av ärendet och när belgarna backade vann Anquetil fallet.
Anquetil hävdade att professionella cyklister var arbetare och hade samma rätt att behandla sina smärtor som, säg, en geografilärare. Men argumentet fick minskat stöd när flera cyklister rapporterades ha dött eller drabbats av hälsoproblem genom drogrelaterade incidenter, inklusive Tom Simpsons död under Tour de France 1967. 
Det fanns ett stort stöd för honom bland cyklisterna. Anquetil hävdade att det borde finnas regler för när dopningskontrollerna skulle få genomföras. Kontrollerna skulle genomföras konsekvent och med värdighet, vilket innebar att cyklisterna inte skulle bli förlöjligade i offentliga sammanhang, vilket Anquetil ansåg sig ha blivit efter sitt timrekord på Velodrome Vigorelli.

## Privatliv
Anquetil gifte sig med Janine Boeda den 22 december 1958. Hon hade tidigare varit gift med Anquetils läkare. Paret fick inga egna barn men Janine hade två barn, Alain och Annie, från sitt tidigare äktenskap.

## Meriter
Tour de France
 Totalseger – 1957, 1961, 1962, 1963, 1964
16 etapper
Giro d'Italia
 Totalseger – 1960, 1964
5 etapper
Vuelta a España
 Totalseger – 1963
1 etapp
Super Prestige Pernod – 1961, 1963, 1965, 1966
Grand Prix des Nations – 1953, 1954, 1955, 1956, 1957, 1958, 1961, 1965, 1966
Paris-Nice – 1957, 1961, 1963, 1965, 1966
Criterium du Dauphiné Libéré – 1963, 1965
Dunkerques fyradagars – 1958, 1959
Critérium International – 1961, 1963, 1965, 1967
Gent-Wevelgem – 1964
Liège–Bastogne–Liège – 1966

## Stall
- La Perle 1953–1955
- Bianchi 1956–1957
- Helyett 1957–1958
- ACBB Leroux 1959–1960
- Saint-Raphaël 1961–1964
- Ford-Gitane 1965–1966
- Bic 1967–1969